# Les Fêtes vénitiennes
Les Fêtes vénitiennes (ou, dans l'orthographe originelle, Les Festes vénitiennes) est un opéra-ballet du compositeur français André Campra.
L'opéra-ballet consiste en un prologue (omis parfois ultérieurement, écourté ou remplacé) et trois entrées (quatre ou cinq dans les versions ultérieures). Le livret original et ceux des reprises, sont tous d'Antoine Danchet, le librettiste attitré de Campra. Il est représenté pour la première fois à l'Académie royale de musique le 17 juin 1710, en la Salle du Palais-Royal.
Selon l'usage de l'époque, l'œuvre est qualifiée de « ballet », mais il s'agit de l'un des exemples les plus importants d'un genre nouveau que les spécialistes conviendront d'appeler plus tard opéra-ballet.

## Historique des représentations
Au début du XVIIIe siècle, le public de l'Opéra de Paris était de plus en plus insatisfait de la tragédie lyrique et le côté innovant de l'opéra-ballet était vu comme une alternative. Le format de ce genre nouveau était extrêmement flexible : chaque entrée avait sa propre intrigue et ses propres personnages et les différents actes n'étaient liés entre eux que par un fil ténu (dans Les fêtes vénitiennes, le simple fait que l'action se déroule à Venise).
L'opéra de Campra et Danchet se révéla incroyablement populaire dès le début et, à travers une approche par essais et erreurs, « il se perpétuait lui-même au point que de nouvelles entrées étaient écrites pour remplacer les actes qui semblaient perdre leur attrait ».
Entre juin et décembre 1710, Campra et Danchet expérimentèrent deux prologues et huit entrées et l'opéra connut plusieurs douzaines de représentations, atteignant le 14 octobre sa cinquante-et-unième mouture, une version avec un prologue raccourci et quatre entrées (qui devaient passer au nombre de cinq en décembre).
Après son succès sans précédent en 1710-1711, l'opéra fut régulièrement remis à la scène durant le demi-siècle qui suivit (en 1712, 1713, 1721, 1731-1732, 1740, 1750-1751 et 1759), les différentes entrées étant échangées à maintes reprises. Au bout du compte, il totalisa le nombre incroyable d'environ trois cents représentations jusqu'en 1760.
Les Fêtes vénitiennes, tableau d'Antoine Watteau (1718-1719), a été nommé ainsi, a posteriori (après la mort du peintre), en écho à l'œuvre de Campra.

## Rôles

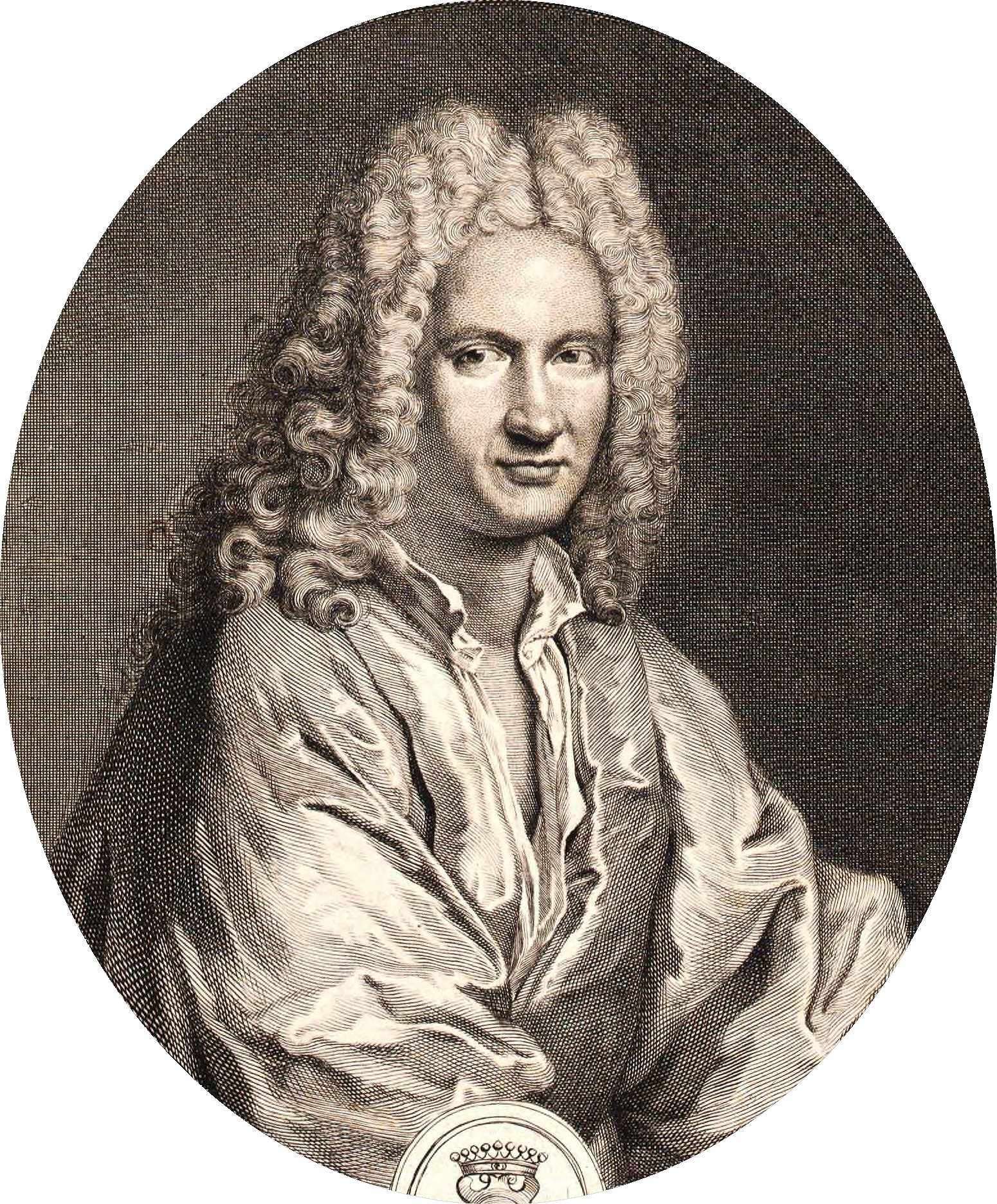
André Campra

| Rôles                                                                           | Type de voix                                                               | Distribution lors de la première représentation, 17 juin 1710 (Dirigeant: Louis de La Coste) |
| Prologue : Le Triomphe de la folie sur la raison dans le temps de carnaval      | Prologue : Le Triomphe de la folie sur la raison dans le temps de carnaval | Prologue : Le Triomphe de la folie sur la raison dans le temps de carnaval                   |
| ------------------------------------------------------------------------------- | -------------------------------------------------------------------------- | -------------------------------------------------------------------------------------------- |
| La Folie                                                                        | soprano                                                                    | Marie-Catherine Poussin                                                                      |
| La Raison                                                                       | soprano                                                                    | Mlle Desmatins                                                                               |
| Le Carnaval                                                                     | basse-taille                                                               | Gabriel-Vincent Thévenard (en)                                                               |
| Héraclite                                                                       | basse-taille                                                               | Charles Hardouin                                                                             |
| Démocrite                                                                       | taille                                                                     | Louis Mantienne                                                                              |
| Première entrée : La fête des barqueroles                                       |                                                                            |                                                                                              |
| Un docteur vénitien                                                             | basse-taille                                                               | Jean Dun père                                                                                |
| Lilla                                                                           | soprano                                                                    | Mlle Dun                                                                                     |
| Damiro                                                                          | haute-contre                                                               | Jacques Cochereau                                                                            |
| Une gondolière représentant la Victoire                                         | soprano                                                                    | Mlle Hacqueville (ou D'Huqueville)                                                           |
| Un gondolier                                                                    | haute-contre                                                               | Guesdon                                                                                      |
| Deuxième entrée : Les sérénades et les joueurs                                  |                                                                            |                                                                                              |
| Léandre                                                                         | basse-taille                                                               | Gabriel-Vincent Thévenard                                                                    |
| Isabelle                                                                        | soprano                                                                    | Françoise Journet                                                                            |
| Lucile                                                                          | soprano                                                                    | Mlle Pestel                                                                                  |
| Irène                                                                           | soprano                                                                    | Mlle Dun                                                                                     |
| Fortune                                                                         | soprano                                                                    | Françoise Dujardin                                                                           |
| Un suivant de la Fortune                                                        | haute-contre                                                               | M. Buseau                                                                                    |
| Troisième entrée: Les saltimbanques de la place St Marc ou L'Amour saltimbanque |                                                                            |                                                                                              |
| Filindo                                                                         | basse-taille                                                               | Charles Hardouin                                                                             |
| Eraste                                                                          | haute-contre                                                               | Jacques Cochereau                                                                            |
| Léonore                                                                         | soprano                                                                    | Marie-Catherine Poussin                                                                      |
| Nérine (travesti)                                                               | taille                                                                     | Louis Mantienne                                                                              |
| L'Amour saltimbanque (travesti)                                                 | soprano                                                                    | Mlle Dun                                                                                     |
| Première entrée ajoutée ultérieurement : La fête marine                         | Première entrée ajoutée ultérieurement : La fête marine                    | Présentée pour la première fois le 8 juillet 1710                                            |
| Astophe                                                                         | basse-taille                                                               | Jean Dun père                                                                                |
| Dorante                                                                         | haute-contre                                                               | Jacques Cochereau                                                                            |
| Cephise                                                                         | soprano                                                                    | Françoise Journet                                                                            |
| Doris                                                                           | soprano                                                                    | Mlle Dun                                                                                     |
| Un matelot                                                                      | haute-contre                                                               | Guesdon                                                                                      |
| Deuxième entrée ajoutée ultérieurement : Le bal ou Le maître à danser           | Deuxième entrée ajoutée ultérieurement : Le bal ou Le maître à danser      | Présentée pour la première fois le 8 août 1710                                               |
| Alamir                                                                          | basse-taille                                                               | Gabriel-Vincent Thévenard                                                                    |
| Themir                                                                          | haute-contre                                                               | Buseau                                                                                       |
| Iphise                                                                          | soprano                                                                    | Françoise Journet                                                                            |
| Un maître de musique                                                            | taille                                                                     | Louis Mantienne                                                                              |
| Un maître de danse                                                              | danseur/taille                                                             | François-Robert Marcel                                                                       |
| Un masque                                                                       | haute-contre                                                               | (non précisé)                                                                                |
| Troisième entrée ajoutée ultérieurement : Les devins de la Place St Marc        | Troisième entrée ajoutée ultérieurement : Les devins de la Place St Marc   | Présentée pour la première fois le 5 septembre 1710                                          |
| Lèandre                                                                         | basse-taille                                                               | Gabriel-Vincent Thévenard                                                                    |
| Zélie                                                                           | soprano                                                                    | Marie-Catherine Poussin                                                                      |
| Une bohémienne                                                                  | soprano                                                                    | Mlle Dun                                                                                     |
| Quatrième entrée ajoutée ultérieurement : L'Opéra ou Le maître à chanter        | Quatrième entrée ajoutée ultérieurement : L'Opéra ou Le maître à chanter   | Présentée pour la première fois le 14 octobre 1710                                           |
| Damire (Borée)                                                                  | basse-taille                                                               | Charles Hardouin                                                                             |
| Adolphe/Un acteur de l'Opéra jouant Zephire                                     | haute-contre                                                               | Buseau                                                                                       |
| Léontine (Flore)                                                                | soprano                                                                    | Françoise Journet                                                                            |
| Lucie (une bergère)                                                             | soprano                                                                    | Mlle Dun                                                                                     |
| Le maître de chant                                                              | haute-contre                                                               | (non précisé)                                                                                |
| Rodolphe                                                                        | basse-taille                                                               | Courteil                                                                                     |
| Cinquième entrée ajoutée ultérieurement : Le triomphe de la folie               | Cinquième entrée ajoutée ultérieurement : Le triomphe de la folie          | Présentée pour la première fois en décembre 1710                                             |
| Arlequin                                                                        | danseur/taille                                                             | François Dumoulin                                                                            |
| La Folie                                                                        | soprano                                                                    | Marie-Catherine Poussin                                                                      |
| Un docteur                                                                      | basse-taille                                                               | Jean Dun père                                                                                |
| Un espagnol                                                                     | haute-contre                                                               | Jacques Cochereau                                                                            |
| Un françois                                                                     | basse-taille                                                               | Gabriel-Vincent Thévenard                                                                    |
| Colombine                                                                       | soprano                                                                    | Mlle Dun                                                                                     |
| Un autre espagnol                                                               | taille                                                                     | ?                                                                                            |
| Une espagnolette                                                                | soprano                                                                    | ?                                                                                            |

## Sources

### Partitions
- Les Barquerolles Entrée, manuscrit lire en ligne sur Gallica.
- Fête Marine Entrée, manuscrit lire en ligne sur Gallica.
- Le Bal // nouvelle // entrée // ajoutée aux // fêtes // venitiennes // Par // M. Campra, manuscrit lire en ligne sur Gallica.
- Le triomphe de la folie , comedie mise en musique par Monsieur Campra, Paris, Ballard, 1711 lire en ligne sur Gallica.
- Les Fêtes Vénitiennes , Ballet en Musique, par Monsieur Campra, Maître de Musique de la Chappelle du Roy ; Représenté pour la première fois, par l'Académie Royale de Musique. Le Mardy dix-septième Juin 1710. Conforme à la Remise au Théâtre, du Jeudy 14 juin 1731, Paris, Ballard, 1731 lire en ligne sur Gallica.

### Sources anciennes
- Jean-Nicolas de Francine (éd.), Recueil général des opéras représentés par l'Académie Royale de Musique, depuis son établissement. Tome dixième, Paris, Ballard, 1714, p. 129–252, lire en ligne sur Google Livres.
- François et Claude Parfaict, Dictionnaire des Théâtres de Paris, contenant toutes les pièces qui ont été représentées jusqu'à présent sur les différents Théâtres François et sur celui de l'Académie Royale de Musique…, Paris, Rozet, 1767, VI, p. 115–129, lire en ligne sur Google Livres.
- Théodore Lajarte, Bibliothèque Musicale du  Théâtre de l'Opéra. Catalogue Historique, Chronologique, Anecdotique, Tome 1, Paris, Librairie des bibliophiles, 1878, lire en ligne.

### Ouvrages
- (en) Spire Pitou, The Paris Opéra. An Encyclopedia of Operas, Ballets, Composers, and Performers – Genesis and Glory, 1671-1715, Greenwood Press, Westport/Londres, 1983  (ISBN 0-313-21420-4).
- (en) The Viking Opera Guide éd. Holden (Viking, 1993).
- (en) James R. Anthony, Fêtes vénitiennes, Les, en Stanley Sadie (éd.), The New Grove Dictionary of Opera, Grove (Oxford University Press), New York, 1997, II, p. 175–176,  (ISBN 978-0-19-522186-2).
- (it) Raffaele Mellace, Fêtes vénitiennes, Les, en Piero Gelli et Filippo Poletti (éds), Dizionario dell'opera. 2008, Milan, Baldini Castoldi Dalai, 2007, p. 469–470,  (ISBN 978-88-6073-184-5) lire en ligne sur OperaManager
- Le magazine de l'opéra baroque : Les fêtes vénitiennes.